# Epiclerus nomocerus
Epiclerus nomocerus är en stekelart som först beskrevs av Masi 1934.  Epiclerus nomocerus ingår i släktet Epiclerus och familjen raggsteklar. Arten är reproducerande i Sverige. Inga underarter finns listade i Catalogue of Life.